# Fallin' Light
《Fallin' Light》(폴링 라이트, フォーリング ライト)는 대한민국의 걸 그룹 여자친구가 일본에서 발매한 첫 번째 정규 음반이다. 타이틀 곡은 〈Fallin' Light (天使の梯子)〉로, 2019년 11월 13일에 발매되었다.

## 개요
- 일본에서는 《今日から私たちは ～GFRIEND 1st BEST～ / 오늘부터 우리는 ~GFRIEND 1st BEST~》 발매 이후 1년 6개월 만에 발매되는 음반이다.
- 타이틀 곡인 〈Fallin' Light (天使の梯子)〉는 강함과 섬세함, 희망과 아련함 등 복합적인 감정을 표현한 곡으로, 이별을 ‘빛이 없는 삶’에, 사랑에 빠진 상대가 돌아오는 것을 ‘빛의 다가옴’에, 상대에게 흔들리는 감정을 ‘빛과 그림자’에 비유한 가사가 특징이다.[1]
- 1번, 2번, 4번, 6번 트랙은 신곡이다. 3번과 7번 트랙은 첫 번째 싱글 〈Memoria/밤 (Time for the moon night)〉에 수록되었다. 5번과 10번 트랙은 세 번째 싱글 〈FLOWER〉에 수록되었다. 8번과 9번 트랙은 두 번째 싱글 〈SUNRISE〉에 수록되었다. 11번 트랙은 이번 음반에 처음 수록된 곡이나, 대한민국 곡의 번안곡이다.

## 발매 과정
2019년 3월 일본에서 진행된 봄 투어 “BLOOM” 중 하나였던 3월 21일 도쿄의 공연에서, 여자친구가 8월에 일본에서 음반을 발매한다고 결정되었으나, 7월 29일에 이를 연기한다는 소식이 전해졌다. 2019년 9월 6일, 음반의 제목과 발매일을 확정하면서 음반 발매를 알렸다.
10월 7일, 총 11곡의 수록 내용과 함께 음반 표지 이미지와 판매점별 구매 특전으로 지급되는 이미지가 공개되었다. 이어 10월 23일과 26일에 타이틀 곡 〈Fallin' Light (天使の梯子)〉의 뮤직 비디오의 각각 첫 번째, 두 번째 티저 영상이 유튜브에 게시되었다. 10월 30일에 타이틀 곡의 디지털 다운로드가 시작됨과 함께, 뮤직 비디오가 공개되었다.

## 수록 내용
CD
| #            | 제목                                                         | 작사                  | 작곡                                                 | 재생 시간 |
| ------------ | ------------------------------------------------------------ | --------------------- | ---------------------------------------------------- | --------- |
| 1.           | 〈Fallin' Light (天使の梯子)→Fallin' Light (천사의 사다리)〉 | 이기, 용배, Carlos K. | 이기, 용배, Carlos K. (편곡: Carlos K.)              | 3:41      |
| 2.           | 〈Emotional Days〉                                           | Carlos K.             | Carlos K. (편곡: Carlos K.)                          | 3:13      |
| 3.           | 〈Memoria〉                                                  | Carlos K.             | Carlos K., JOE (편곡: Carlos K., Ryo ‘Lefty’ Miyata) | 4:10      |
| 4.           | 〈恋の始まり→사랑의 시작〉                                   | 노주환                | 노주환, 이원종, 김정우 (편곡: 노주환, 김정우)        | 3:21      |
| 5.           | 〈FLOWER〉                                                   | 13                    | 13 (편곡: 13)                                        | 3:38      |
| 6.           | 〈My My My!〉                                                | 미오                  | 미오 (편곡: 미오)                                    | 3:20      |
| 7.           | 〈夜 (Time for the moon night) -JP ver.-〉                   | 노주환, Funk Uchino   | 노주환, 이원종 (편곡: 노주환, 이원종)                | 3:49      |
| 8.           | 〈Sunrise -JP ver.-〉                                        | 노주환, anan          | 노주환, 이원종 (편곡: 노주환, 이원종)                | 3:41      |
| 9.           | 〈La pam pam〉                                               | 미오, momoko          | 미오 (편곡: 미오)                                    | 3:37      |
| 10.          | 〈Beautiful〉                                                | Kanata Okajima        | Carlos K., Taku Goto (편곡: Carlos K.)               | 3:37      |
| 총 재생 시간 | 총 재생 시간                                                 | 총 재생 시간          | 총 재생 시간                                         | 36:07     |

| #            | 제목                   | 작사                     | 작곡                    | 재생 시간 |
| ------------ | ---------------------- | ------------------------ | ----------------------- | --------- |
| 11.          | 〈My Buddy -JP ver.-〉 | 흑태, Funk Uchino, grace | 흑태, 호베 (편곡: 흑태) | 3:34      |
| 총 재생 시간 | 총 재생 시간           | 총 재생 시간             | 총 재생 시간            | 39:41     |

1. ↑  ‘天使の梯子 텐시노 하시고[*]’는 직역하면 ‘천사의 사다리’를 뜻하지만, 일본어로 틈새빛살을 의미하기도 한다.

DVD
| #  | 제목                                             | 재생 시간 |
| -- | ------------------------------------------------ | --------- |
| 1. | 〈GFRIEND spring tour 2019 "BLOOM" LIVE DIGEST〉 |           |
| 2. | 〈Fallin' Light (天使の梯子)〉 (Music Video)     |           |

## 차트
| 차트 (2019)               | 최고 순위 |
| ------------------------- | --------- |
| 일본 (오리콘 차트 (주간)) | 7         |
| 일본 (빌보드 Hot Albums)  | 11        |